# Некрасовський (смт)
Некра́совський (рос. Некрасовский) — селище міського типу у складі Дмитровського міського округу Московської області, Росія.

## Населення
Населення — 10292 особи (2010; 9693 у 2002).